# Вайда рання
Вайда рання (Isatis praecox) — вид рослин з родини капустяних (Brassicaceae), який населяє центральну, східну й південно-східну Європу та Марокко.

## Опис
Багаторічна рослина. Плоди — стручки, овально-еліптичні, центральне ребро тонке, верхівка чітко зрізана; поверхнева гола або запушена. Насіння довгасто яйцеподібне; поверхня не блищить, оголена, оранжево-коричнева. 2n = 14. 

## Поширення
Населяє центральну, східну й південно-східну Європу та Марокко. У Словаччині І. praecox оцінюють як під загрозою зникнення (EN).

## Використання
I. praecox є диким родичем та потенційним донором генів для посівів I. tinctoria.